# Bystra rufa
Bystra rufa är en stekelart som först beskrevs av Cameron 1903.  Bystra rufa ingår i släktet Bystra och familjen brokparasitsteklar. Inga underarter finns listade.